# Jean-Pierre Jacquinot
Jean-Pierre Jacquinot est un militant anarchiste né le 23 juin 1938 et mort le 14 juillet 2011 au Havre.
Docker de profession, il fut directeur du journal Le Libertaire de 1978 à 2005.

## Biographie
Né au Havre d'un père marin et d'une mère "au foyer", Jean-Pierre Jacquinot est le neveu par alliance de l'écrivain Emile Danoën. Avec lui il vit la période de l’Occupation à Marseille.
De retour au Havre, il y devient marin comme son père de 1956 à 1961, et navigue en particulier sur l’Île-de-France à l'époque où ce paquebot se porte au secours de l'Andrea Doria. 
En 1961, il devient docker sur le port du Havre où on lui donne le surnom de Labbé. C'est dans la bibliothèque du syndicat des dockers qu'il découvre les éditions originales des textes de Bakounine, Kropotkine ou Proudhon.
Il commence à militer dans les rangs anarchistes et est amené à rencontrer Louis Lecoin et May Picqueray, Robert Jospin, Gaston Leval. 
Il milite à la Fédération anarchiste. 
À partir de 1978, il est le directeur de publication du journal de synthèse anarchiste Le Libertaire; puis en désaccord avec la Fédération, il participe en 1979 avec Maurice Laisant à la fondation de la Union des Anarchistes. Maurice Laisant meurt en 1991.
Au congrès de Dijon (1993) de l'Union des Anarchistes, Jean-Pierre Jacquinot — absent — est exclu. Au congrès de l'année suivante — Saint Léger-les-Vignes, 1994 — la rupture est consommée. 
Le groupe Jules Durand, dont fait partie Jean-Pierre Jacquinot, se retire alors de l'Union des Anarchistes, pour fonder avec d'autres militants (anciens membres de l'Union des Anarchistes, entre autres) la Coordination Anarchiste. Le Libertaire en devient l'organe — toujours non officiel.
Internationaliste, antimilitariste et anticlérical, Jean-Pierre Jacquinot se définissait lui-même comme « individualiste sur le plan de la philosophie, anarcho-syndicaliste sur le plan de l’organisation et communiste libertaire dans la finalité et l’ouverture ».
Ses cendres ont été dispersées le jeudi 21 juillet 2011 dans le jardin aux souvenirs du funérarium du Havre.

## Œuvres
- Histoire méconnue et oubliée du syndicalisme havrais, 110 ans d’anarchie au Havre, 2 tomes, Éditions Le Libertaire, Le Havre, 1993
- Les Congrès ouvriers de 1880, Éditions Le Libertaire
- Anarchie et non-violence, Éditions Le Libertaire, 1987

## Sources
- Dictionnaire des anarchistes, « Le Maitron », 2014 : notice biographique.
- Dictionnaire international des militants anarchistes : Jean-Pierre Jacquinot.